# Holice (Olomouc)
Holice (německy Holitz) je bývalá obec, nyní městská čtvrť a katastrální území na jihovýchodě statutárního města Olomouce s cca 4 tisíci obyvateli. Od roku 1974 je součástí Olomouce a svou rozlohou je její největší městskou částí. Je zde umístěno mnoho podniků a také zde sídlí druholigový klub 1. HFK Olomouc.

## Název
Dnešní pomnožné jméno bylo původně jednotné Holica. Bylo to zpodstatnělé přídavné jméno holá a označovalo holé, tedy neporostlé místo. K množnému číslu přešlo jméno vesnice podle jiných místních jmen zakončených na -ice, která jsou v množném čísle (označovala původně jejich obyvatele).

## Historie
První jistá písemná zmínka o vsi pochází z roku 1306, kdy bylo potvrzeno, že patří městu Olomouci, ale už v listině z roku 1275 se hovoří o lese Holice. Není ovšem jisté, zda svůj název získal podle již existující osady, nebo zda ves Holice byla založena na mýtině (holici). Roku 1462 město na jih od vsi založilo velký rybník a pak postupně do poloviny 16. století další, celkem šlo o soustavu osmi rybníků. Současně byl na severu postaven mlýn a hamr, později přestavěný také na mlýn. Rybníky byly ovšem na přelomu 18. a 19. století vysušeny a na jejich místě zřízeny hospodářské dvory. Výstavba olomoucké pevnosti se Holice dotkla jen nepřímo, bylo zde zbudováno celkem pět předsunutých fortů, dochoval se ale částečně jen jeden z nich.
Holice byla původně podřízena Olomouci i ve farní správě, roku 1747 však zde byla zřízena lokálie a roku 1843 i vlastní farnost, přičemž původní kostelík byl zbořen a na jeho místě v roce 1888 postaven současný kostel sv. Urbana. Ves také měla už od roku 1748 vlastní školu. V roce 1850 se z Holice stala samostatná politická obec, v tu dobu zde žilo 824 obyvatel, téměř jen Čechů. Proto zde fungovaly jen české spolky, čtenářsko-pěvecký, Sokol, DTJ, Orel apod. Roku 1884 byl založen hasičský sbor a v roce 1901 otevřena veřejná knihovna. Obec se rozvíjela i hospodářsky, roku 1871 vznikl Rolnický akciový cukrovar, přičemž Spolek moravských cukrovarů zřídil na části pozemků vysušených rybníků své hospodářské provozy a vznikla tam i malá osada Nový Dvůr. Roku 1878 byla vybudována sladovna Moritze Fischera a v roce 1896 postaven Hanácký akciový pivovar.
Ačkoli šlo o obec českou a národnostně uvědomělou, odmítla se po vzniku Československa připojit do vznikající Velké Olomouce a až do 1. května 1974 zůstala samostatnou. Vznikaly další firmy: Solné mlýny, továrna na zpracování juty a konopí Manila, továrna na eternit, výroba likéru a další. Od roku 1927 fungovalo stálé autobusové spojení s Olomoucí, bylo zde postaveno kino, Lidový dům, v roce 1932 byl založen fotbalový klub FK Holice a směrem na Nový Svět bylo v roce 1937 otevřeno olomoucké civilní letiště, které sloužilo až do roku 1960. Také v poválečném období se zejména na severu a severovýchodě obce rozšiřoval průmysl, např. zde byl zřízen šlechtitelský a semenářský podnik, závody MEZ, masokombinát, velkopekárna či mlékárenský závod OLMA.
| Rok      | 1869 | 1880 | 1890 | 1900 | 1910 | 1921 | 1930 |
| -------- | ---- | ---- | ---- | ---- | ---- | ---- | ---- |
| Obyvatel | 966  | 1299 | 1481 | 1772 | 2201 | 2284 | 3136 |
| Domů     | 117  | 147  | 153  | 166  | 196  | 217  | 332  |
| Rok      | 1950 | 1961 | 1970 | 1980 | 1991 | 2001 | 2011 |
| Obyvatel | 2975 | 3094 | 3063 | 3655 | 4014 | 3911 | 3923 |
| Domů     | 508  | 547  | 539  | 553  | 577  | 610  | 706  |

1. ↑  Z toho 2950 osob národnosti československé, 94 německé a 92 ostatních.[9]

## Osobnosti
- Václav Komárek SDB (1929–1994), katolický kněz – salesián, aktivista a disident
- Vítězslav Lepařík (1914–1945), československý voják a velitel výsadku Glucinium
- Milada Petřková (1911–1943), učitelka, oběť nacismu. V letech 1941 až 1942 učitelka na holické měšťanské škole, sestra pravoslavného kněze a světce Vladimíra Petřka. Zahynula 24. dubna 1943 v Osvětimi.[10]